# أندريه لامبرت
أندريه لامبرت (و. 1851 – 1929 م) هو مهندس معماري من سويسرا، ومملكة فورتمبيرغ، ولد في لا شو دو فون، توفي في جافيا، عن عمر يناهز 78 عاماً.